# Возобновляемая энергетика России
Возобновляемая энергетика России — отрасль энергетики страны, в которой используются возобновляемые источники энергии (ВИЭ). Около 20 % производимой электроэнергии в России — возобновляемая. Общая выработка электроэнергии электростанциями на основе ВИЭ в 2023 году составила около 211 млрд кВт*ч, из них 96 % — ГЭС, все остальные ВИЭ выработали около 8 млрд кВт·ч (не считая геотермального теплоснабжения ~170 млн кВт*ч тепловой энергии в год), что составляет около 0,7 % от выработки электроэнергии в России, и 4 % возобновляемой. Между тем экономический потенциал возобновляемых источников страны довольно велик и, по некоторым оценкам, составляет 270 миллионов тонн условного топлива в год. Из них 115 млн т у.т./год составляет геотермальная энергия, 65,2 млн т у.т./год — малые гидроустановки, 35 млн т у.т./год — биомасса, 12,5 млн т у.т./год — солнечная энергия, 10 млн т у.т./год — энергия ветра и 36 млн т у.т./год — низкопотенциальное тепло. Среди причин, замедляющих развитие возобновляемой энергетики в стране, называются наличие больших запасов органического топлива, отсутствие стимулирования отрасли на государственном уровне.
В 2019 г. в России принята программа развития солнечной и ветроэнергетики до 2024 г. «Пять гигаватт». Запланировано, что к 2024 г. выработка электроэнергии на СЭС и ВЭС составит около 1 % от общего объема производства. Ежегодный прирост ВВП России увеличится на 0,1 %, будет создано 12 тыс. новых высокотехнологичных рабочих мест. В 2022 году мощность возобновляемой энергетики составляла 56 880 МВт.
С 2019 года по середину 2024 года установленная мощность ВИЭ выросла в два раза и достигла 6,16 ГВт. 2,6 ГВт из которых — ветровая генерация, 2,2 ГВт — солнечная, 1,3 ГВт — малые гидроэлектростанции. К 2025 году запланировано введение в строй в совокупности 5,5 ГВт генерирующих мощностей основанных на ВИЭ, к 2035 году этот показатель должен стать более 13 ГВт..

## Гидроэнергетика
Россия занимает 5-е место в мире по выработке энергии на ГЭС. В России эксплуатируются 102 гидроэлектростанции и гидроаккумулирующие электростанции совокупной мощностью 51,7 ГВт (в том числе в составе Единой энергосистемы России — 48,5 ГВт). На гидроэнергетику приходится около 20 % установленной мощности российской электроэнергетики и 17-18 % выработки электроэнергии (~96 % выработки всей возобновляемой энергии). В 2022 году мощность гидроэнергетики составляла 52 754 МВт.

## Ветроэнергетика
Технический потенциал ветровой энергии России оценивается в размере свыше 50 трлн кВт·ч/год. Экономический потенциал составляет примерно 260 млрд кВт·ч/год, то есть около 25 % производства электроэнергии всеми электростанциями России.
К перспективным зонам для строительства в Росcии ветрогенераторов относятся побережья морей, острова Северного Ледовитого океана.
Так, особой концентрацией ветропотенциала отличаются побережья Тихого и Арктического океанов, предгорные и горные районы Кавказа, Урала, Алтая, Саян. В приближённых к потребителям и имеющим подходящую инфраструктуру возможно строительство крупных ветропарков, среди них можно выделить побережья Кольского полуострова, Приморья, юга Камчатки, Каспийское и Азовское побережья.
Развитию масштабной ветроэнергетики в стране препятствует относительная доступность природного газа, снижающая интерес к ветрогенерации. Однако в таких отдалённых районах не имеющих газоснабжения и выхода в энергосистему, как например Колыма, или отдельные районы Камчатки — где действует маневренная гидроэнергетика, ветроэлектростанции могут успешно дополнять имеющуюся систему.
Крупнейшие действующие ветропарки (по состоянию на 2024 год):
- Кочубеевская ВЭС[7][8] (210 МВт, Кочубеевский район Ставропольского края);
- Кольская ВЭС (201 МВт, Мурманская область);
- Адыгейская ВЭС (150 МВт, Республика Адыгея);
- Бондаревская ВЭС (120 МВт, Ставропольский край[9]);
- Сулинская ВЭС[10], Каменская ВЭС[11], Гуковская ВЭС[12] (100 МВт каждая, Ростовская область);
- Салынская ВЭС и Целинская ВЭС[13] (100 МВт каждая, Республика Калмыкия);
- Азовская ВЭС (90 МВт, Ростовская область);
- Казачья ВЭС-1[13] (50 МВт, Ростовская область);
- Ульяновская ВЭС-2[14] (50 МВт, Ульяновская область);
- Ульяновская ВЭС-1 (35 МВт, Ульяновская область).

Крупные ветропарки также расположены
в Крыму (см. Альтернативная энергетика Крыма),
Ульяновской области (Ульяновская ВЭС),
Камчатском крае,
Чукотском автономном округе (Анадырская ВЭС),
Башкирии (ВЭС Тюпкильды).
Часто встречается применение малых ветроустановок без подключения к энергосистеме, в том числе для поднятия грунтовой воды или непосредственной выработки тепла.
В 2020 году мощность ветроэнергетики составляла 945 МВт. По состоянию на 1 октября 2021 года в ЕЭС России установленная мощность ветроэлектростанций составляет 1548 МВт; за 2020 год ВЭС произвели 1384 млн кВт·ч электроэнергии.
В 2022 году мощность ветроэнергетики составляла 2 218 МВт.
В 2023 году мощность ветроэнергетики достигла 2420 МВт, а годовая выработка — 6,2 млрд кВт*ч.

## Солнечная энергетика
Крупнейшие солнечные электростанции расположены в Калмыкии, Республике Башкортостан (Бурибаевская, Бугульчанская, Исянгуловская), Оренбургской области, Республике Алтай.
Крупнейшая солнечная электростанции России по состоянию на 2025 год эксплуатируется в Калмыкии, это Аршанская солнечная электростанция мощностью 115 МВт.
Мощность более 50 МВт имеют также Самарская СЭС (3 очереди, Самарская область) — 75 МВт, СЭС «Николаевка» — 69,7 МВт (Крым), Ахтубинская СЭС (4 очереди, Астраханская область) — 60 МВт, Фунтовская СЭС (4 очереди, Астраханская область) — 60 МВт.
По состоянию на июнь 2021 года, в Единой энергосистеме России эксплуатировались солнечные электростанции общей установленной мощностью 1768 МВт, в 2020 году они произвели 1982 млн кВт·ч электроэнергии.
В 2022 году мощность солнечной энергетики составляла 1 816 МВт.
В 2023 году мощность солнечной энергетики достигла 1788 МВт, а годовая выработка — 2,26 млрд кВт*ч.

## Биоэнергетика
В 2022 году мощность биоэнергетики составляла 1373 МВт.

### Древесина
Из возобновляемых ресурсов наиболее широкое применение имеет энергетическое использование древесины в виде дров. Россия занимает первое место в мире по запасам древесины (111 млрд м³ на 2014 г, в год возобновляется до 1163 млн м³, площадь лесов составляет 800 млн га, или 20 % лесов мира). Объем лесозаготовки составляет около 200 млн м³ в год. Дрова используются для отопление домов, приготовления пищи и подогрева воды в слаборазвитых сельскохозяйственных районах где нет доступа к магистральному природному газу, относительно дорога доставка угля, и имеются значительные лесные запасы. Однако отдача от такого применения чаще всего относительно не велика. Объём таких заготовок оценивается специалистами до 50 млн м³/год, при полном объёме рубок в 350 млн м³ (1996 год) и максимально возобновимом объёме в 800 млн м³/год. Однако освоение данного потенциала в возобновимом виде из-за труднодоступности возможно только при высоких инфраструктурных затратах. Применение естественных лесов в энергетике менее рентабельно, нежели в целлюлозно-бумажной или деревообрабатывающей отраслях.
Наиболее высокая продуктивность, где возможно эффективное выращивание энергетических лесов, отмечается на Северном Кавказе, в Алтайском крае и центре европейской части.
Наибольшее число котельных на дровах и отходах эксплуатировалось в Архангельской области

Одним из перспективных направлений развития использования древесины можно считать технологии гидролиза.
В 2016 г в России производилось 1.1 млн тонн топливных пеллет.

### Торф
До 1990-х годов ощутимую роль в топливной энергетике занимала торфяная промышленность, годовая добыча которой в середине 70-х достигала 90 млн тонн. преимущественно топливного сырья. На середину 2000-х добыча торфа не превышает 5 млн тонн в год, на начало 2020-х — составляет около 1 млн тонн в год. Разведанные запасы торфа свыше 150 млрд т. (40 % влажности), ежегодно образуется до 1 млрд м³ торфа, основные запасы сконцентрированы в западной Сибири и на северо-западе европейской части. Ресурсы торфяных месторождений несколько более концентрированы, однако при этом зачастую ещё более труднодоступны, чем лесные.
Некоторое количество торфа сжигается на электростанциях: Шатурская ГРЭС в 2005 году использовала 0,67 млн т., ТГК-5 в 2006 году применила 0,57 млн т.

### Биогаз
В Москве действуют две электростанции, использующие в качестве топлива биогаз, образующийся из осадка сточных вод:
- Мини-ТЭС «Курьяново» — расположена на Курьяновских очистных сооружениях, введена в эксплуатацию в 2009 году. Установленная электрическая мощность станции — 12,45 МВт, тепловая мощность — 12,2 Гкал/ч. Фактическая выработка электроэнергии в 2019 году — 73,96 млн кВт·ч. Оборудование станции включает в себя пять газопоршневых агрегатов мощностью по 2,43 МВт и четыре котла-утилизатора;
- Мини-ТЭС «Люберцы» — расположена на Люберецких очистных сооружениях, введена в эксплуатацию в 2011 году. Установленная электрическая мощность станции — 13,69 МВт, тепловая мощность — 24,7 Гкал/ч. Фактическая выработка электроэнергии в 2019 году — 66,22 млн кВт·ч. Оборудование станции включает в себя пять газопоршневых агрегатов мощностью по 2,74 МВт и четыре котла-утилизатора.

В Белгородской области работает две биогазовых электростанции — станция Лучки (установленная мощность 3,6 МВт, годовая выработка — 29 млн кВт*ч электроэнергии и 27 тыс. ГКал тепла) и станция Байцуры (мощность 0,5 МВт, годовая выработка 7,4 млн кВт*ч электроэнергии и 3,2 тыс. Гкал тепла). Они представляют собой газопоршневые электростанции, работающие на биогазе, получаемом из отходов сельского хозяйства. Кроме энергии и тепла, станции производит в год соответственно 90 тыс. и 19 тыс. тонн органических удобрений.

## Геотермальная энергетика
Все российские геотермальные электростанции расположены на территории Камчатки и Курил. Кроме производства энергии, геотермальные источники используются для теплоснабжения, в одном только Дагестане добывается 4,4 млн тонн горячей воды в год, или около 150 млн кВт*ч тепловой энергии (10 % населения Махачкалы и 70 % населения Кизляра обеспечиваются отоплением и горячей водой за счет геотермальных источников).
Коммерчески целесообразным является размещение геотермальных установок в Западной Сибири, на Северном Кавказе, Камчатке и Курильских островах; суммарный электропотенциал пароводных терм только Камчатки оценивается в 1 ГВт рабочей электрической мощности.
На 2006 г. в России разведано 56 месторождений термальных вод с дебитом, превышающим 300 тыс. м³/сутки.
На 20 месторождениях ведется промышленная эксплуатация, среди них: Паратунское (Камчатка), Казьминское и Черкесское (Карачаево-Черкесия и Ставропольский край), Кизлярское и Махачкалинское (Дагестан), Мостовское и Вознесенское (Краснодарский край). По имеющимся данным, в Западной Сибири имеется подземное море площадью 3 млн км² с температурой воды 70—90 °C.
На конец 2005 года установленная мощность по прямому использованию тепла составляет свыше 307 МВт.
Российский геотермальный потенциал реализован в размере чуть более 80 МВт установленной мощности (2009) и около 450 млн кВт·ч годовой выработки (2009):
- Мутновское месторождение:
  - Верхне-Мутновская ГеоЭС мощностью 12 МВт·э (2007) и выработкой 52,9 млн кВт·ч/год (2007) (81,4 в 2004),
  - Мутновская ГеоЭС мощностью 50 МВт·э (2007) и выработкой 360,7 млн кВт·ч/год (2007) (276,8 в 2004) (на 2006 ведётся строительство увеличивающее мощность до 80 МВт·э и выработку до 577 млн кВт·ч)
- Паужетское месторождение возле вулканов Кошелева и Камбального
  - Паужетская ГеоТЭС мощностью 14,5 МВт·э (2004) и выработкой 59,5 млн кВт·ч (на 2006 проводится реконструкция с увеличением мощности до 18 МВт·э).
- Итурупское месторождение возле вулкана Баранского
  - Океанская ГеоТЭС мощностью 3,6 МВт·э (2009).
- Кунаширское месторождение возле вулкана Менделеева
  - Менделеевская ГеоТЭС электрической мощностью 3,6 МВт·э, тепловой — 20 МВт (2009).

Крупнейшей геотермальной станцией в стране является Мутновская ГеоЭС на Камчатке. Её проектная мощность составляет 80 МВт, установленная — 50 МВт.
На 2022 год мощность геотермальной энергетики составляла 74 МВт.